# ガボンの議会
ガボンの議会（ガボンのぎかい、フランス語: Parlement du Gabon）は、ガボンの立法府である。2023年ガボンクーデターによって、議会は解散されている。解散後、暫定議長によって議会が管理されている。

## 議院構成
二院制を採用し、上院である元老院と下院である国民議会で構成される。上院議員は地方議会により選出され任期は6年。下院議員は国民の直接選挙で選出され任期は5年。